# Tour de France 2012
Tour de France 2012 là cuộc đua thứ 99 của giải đua xe đạp Vòng quanh nước Pháp - Tour de France. Giải đua xuất phát tại thành phố Liège của Bỉ và kết thúc trên đại lộ Champs-Elysées, thủ đô Paris. Ngoài Bỉ và Pháp, một phần cuộc đua cũng diễn ra trên lãnh thổ của Thụy Sĩ. Tour de France 2012 được bắt đầu vào ngày 30 tháng 6 và kết thúc vào ngày 22 tháng 7 năm 2012.